# Lagochile julientouroulti
Lagochile julientouroulti är en skalbaggsart som beskrevs av Marc Soula 2009. 
Lagochile julientouroulti ingår i släktet Lagochile och familjen Rutelidae. Inga underarter finns listade i Catalogue of Life.